# بايبر بيه إيه-28 شيروكي
بايبر بيه إيه-28 شيروكي  (بالإنجليزية: Piper PA-28 Cherokee)‏ هي عائلة من الطائرات الخفيفة والمصممة للتدريب على الطيران، وللعمل كتاكسي جوي، والاستخدام الشخصي، بمقعدين أو بأربعة مقاعد. أنتجت في الولايات المتحدة. من صناعة بايبر للطائرات. كان أول طيران لها في 14 يناير 1960. دخلت الخدمة في 1960، ومازالت في الخدمة حتى الآن. صنع منها 32778 طائرة.